# تثبيت الخصية
تثبيت الخصية أو إنزال الخصية هي عملية جراحية لمعالجة حالة الخصية المعلقة ووضعها في موضعها الصحيح وهو كيس الصفن. وتُجرى هذه العملية أيضاً في حالات انفتال الخصية .

## الاستطبابات

### الخصية المُعلّقة
تصيب الخصية المُعلّقة 1% من الذكور وتكون ثنائية الجانب في 10% من الحالات. السبب غير معروف، وتترافق نسبة صغيرة من الإصابات بشذوذات تطورية أو اضطرابات صبغية.
يساعد تثبيت الخصية المبكر على تقليل خطر السرطان والعقم عند الذكور المصابين بالخصية الهاجرة أو الخصية المعلقة.
تشخص الخصية الهاجرة بشكل نهائي بعمر سنة، إذ يمكن أن تنزل الخصية تلقائيًا بعد الولادة. يوصى بوضع الخصية جراحيًا ضمن كيس الصفن قبل العمر 18 شهرًا لتقليل خطر سرطان الخصية وضمور الخصية والعقم.
تترافق الخصية الهاجرة بضمور النُبيبات والعقم. تتعرض الخصية الهاجرة لسرطان الخصية بمعدل أعلى بنحو 3-5 مرات (تَنَشُّؤات الخلايا الجنسية الموضّعة ضمن النُبيبات الضامرة). يكون المرضى معرضين أيضًا لازدياد في خطر حدوث سرطان الخصية والضمور في الخصية المقابلة التي نزلت بشكل طبيعي.
تُستخدم تقنيات مختلفة لتثبيت الخصية بسبب التنوع في أماكن وجود الخصية المعلقة. ويكون معدل النجاح الكلي لهذه العمليات مرتفعًا.

### التواء الخصية
يجري تثبيت الخصية عند حدوث التواء الخصية، وهي حالة طارئة يُدبّرها جراحو الجهاز البولي التناسلي وتترافق بالألم الشديد دون أذية مسبّبة.
يحدث التواء الخصية عند الولدان دون وجود عيب تشريحي مُسبَّب (تحدث الحالة في الرحم أو عقب الولادة)، ينتج التواء الخصية عند البالغين عن عيب خَلقي يدعى تشوه ضارب الجرس (نسبة إلى شكله)، وتكون فيه الخصى معلقة بشكل غير طبيعي في كيس الصفن، ما يؤدي إلى ازدياد قابليتها للتحرك.
يؤدي التواء الحبل المنوي إلى انسداد التصريف الوريدي للخصية. يمكن أن يؤدي تضخم الخصية الشديد والاحتشاء إلى تأذي الخصية وحدوث العقم. إذا أعيد الحبل المنوي يدويًا إلى وضعه الطبيعي خلال أقل من ست ساعات، يمكن أن تبقى الخصية حية. تموت الخصية في حالة من كل ثلاث حالات، وعندها يجب استئصالها. 
يُستطَب إجراء التثبيت الجراحي للخصية لمنع التوائها مجددًا ويجرى عادة في الجانبين، حتى عندما يحدث الالتواء في خصية واحدة فقط. معدل نجاح هذه العملية في منع تكرّر الالتواء مرتفع.

## التقنيات الجراحية

### تثبيت الخصية المُعلّقة
لتدبير الخصية المُعلّقة المجسوسة (أكثر من 80% من حالات الخصية المُعلّقة) تكون الطريقة الأربية المعيارية العملية المناسبة.
تكون 50% تقريبًا من حالات الخصية غير المجسوسة في أعلى القناة الأربية أو في البطن، وتكون النسبة 50% المتبقية ضامرة وكثيرًا ما توجد في الصفن. يُنصح بإجراء تنظير البطن الاستقصائي لتحديد موقع الخصية غير المجسوسة.
يستخدم تثبيت الخصية قبل الصفن عندما تكون الخصية في المنطقة السفلية من القناة الأربية، وتقلل هذه الطريقة وقت الجراحة وانزعاج المريض مقارنةً بالطرق الأخرى. وتقلل أيضًا من خطر حدوث المضاعفات. يمكن تصحيح الفتق والقيلة المائية خلال هذه العملية بنجاح. معدلات النجاح في هذه العملية مرتفعة كبقية الطرق الجراحية.
تثبيت الخصية المفتوح المعياري هو العملية الأنسب للخصية المجسوسة. يمكن رؤية الأوعية الخصيوية والحبل المنوي بوضوح خلال العملية ويمكن إصلاح الناتئ الغمدي البارز بسهولة. تتضمن هذه التقنية إجراء جرح ثانٍ لتثبيت الخصية داخل الصفن (بالمقارنة بالطريقة قبل الصفن).
يناسب تثبيت الخصية التنظيري الخصية البطنية بينما يجب إجراء تثبيت الخصية التنظيري أو المفتوح ذي المرحلة الواحدة المعياري في حال كانت الخصية متحركة/نطّاطة أقصى الحلقة الأربية. الفائدة الكبرى المرجوة من هذه العملية هي إمكانية إجراء قطع مرتفع خلف البريتوان و/أو تمرير الخصية عبر ممر أقصر أنسي الأوعية الشرسوفية السفلية (مناورة برينتيس) للحصول على وضعية أفضل داخل الصفن. فائدة إجراء التقنيتين محط جدل، إذ لا تُظهر أيًا منهما تفوقًا في معدلات النجاح. في الخصى المُعلّقة المجسوسة، لم يجد تحليل لدراسات متعددة فرقًا مهمًا في الأمان أو النجاح بين الجراحة الأربية المفتوحة المعيارية والجراحة التنظيرية، بينما تكون الجراحة التنظيرية مكلفة وتترافق بمعدل اختلاطات أعلى (قطع مرتفع خلف البريتوان واسع وورم دموي صفني وعدوى الجروح، تترافق مناورة برينتس مع نزف الأوعية الشرسوفية السفلية وعدوى الجروح).
تتكون عملية تثبيت الخصية بتقنية فاولر ستيفنز من مرحلتين وتجرى للخصى في مكان مرتفع في البطن (مع عنق وعائي قصير) أو الخصى غير المتحركة. تستخدم هذه الطريقة مصدرًا دمويًا رديفًا للحفاظ على التروية الدموية للخصية وتسمح للخصية بالنزول لتصل إلى الصفن دون شد. تتضمن المرحلة الأولى ربط الأوعية (الشريان المنوي والشريان الشرسوفي السفلي والشريان المُشمِّرِي وشريان الأسهر)، وتستمر فترة 6 أشهر لتسمح بتشكل الأوعية الرديفة. تتضمن المرحلة الثانية تحريك الخصية وتثبيتها في جيب دارتوس، وتجرى هذه المرحلة عادة بالتنظير. تعد هذه العملية الخيار المعياري في حالات الخصية البطنية في الكثير من المؤسسات.
النقل الذاتي الوعائي الدقيق خيار آخر يستخدم حين تكون الخصى داخل البطن، خاصة إذا كانت الخصيتان معلقتين. تعتمد هذه الطريقة على مفاغرة الأوعية الدقيقة لزيادة التروية الدموية للخصيتين بعد التحريك (تتفادى هذه العملية تأثير اختلافات التوعية على النتيجة ما قد يسبب المضاعفات كما يحدث في طريقة فاولر ستيفنز). تحتاج هذه العملية إلى خبرة في جراحة الأوعية الدقيقة وآلات خاصة ووقت أطول.